# Opisthoncus tenuipes
Opisthoncus tenuipes là một loài nhện trong họ Salticidae.
Loài này thuộc chi Opisthoncus. Opisthoncus tenuipes được Eugen von Keyserling miêu tả năm 1882.